# 593
593 (DXCIII) fue un año común comenzado en jueves del calendario juliano, en vigor en aquella fecha.

## Acontecimientos
- Agilulfo llega con su ejército a las puertas de Roma, logrando que el papa le reconozca como rey de Italia y jefe de la Iglesia arriana.
- En Japón, asciende al trono la emperatriz Suiko, convirtiéndose en la primera mujer en sentarse en el trono del crisantemo.

## Nacimientos
- Jomei, emperador de Japón.

## Fallecimientos
- Totila, rey de Estanglia.